# Transformation grammaticale
Pour les articles homonymes, voir Transformation.
La transformation grammaticale est une notion théorique dans le domaine de la linguistique descriptive. 

## Présentation
La notion de règles transformationnelles est une hypothèse linguistique concernant la structure phrastique. Elle a été introduite par Harris dans le cadre de la linguistique distributionnaliste dans l'article "Discourse Analysis" publié en 1952. Cette théorie permet d'analyser les éléments d'une phrase en segments de même niveau structurel. Ces segments sont constitués en classes d'équivalence.

Cette théorie sera ensuite introduite puis modifiée dans les travaux générativistes. 

## Théorie
La théorie des transformations grammaticales a été introduite afin de rendre compte des éléments discontinus (non-contigus) dans une structure syntaxique telle que the man has been taking the book que l'on peut représenter comme suit :

will
have....-en
be.......-ing
take-
Les règles de transformations permettent de grouper ces éléments interdépendants en constituants supérieurs uniques en engendrant des suites abstraites d'éléments terminaux. Ces règles doivent être ordonnées, ce qui constitue une différence majeure avec les règles syntagmatiques.

## Exemple de la transformation passive
Généralement, on considère qu'une structure passive est le résultat d'une transformation à partir de la phrase correspondante non passive :

- John a mangé la pomme → la pomme a été mangée par John.

{\displaystyle {\begin{matrix}John&a&mang{\acute {e}}&{la-pomme}\\1&2&3&4\end{matrix}}}

L'ordre des constituants est modifié en :
→ {\displaystyle {\begin{matrix}{La-pomme}&{a-{\acute {e}}t{\acute {e}}-mang{\acute {e}}e}&par&John\\4&{2+{\hat {e}}tre+Part.Pass{\acute {e}}(3)}&par&1\end{matrix}}}
On obtient donc la règle suivante :
T passif  : SN1 - Aux - V - SN2 → SN2 - Aux + être + Part. Passé (V) - par + SN1

## Types de transformations
Les règles transformationnelles permettent plusieurs actions sur les structures :
- transformation de la personne (SN2 se substitue à SN1);
- transformation du sujet dans l'ordre des éléments;
- transformation d'objet (par exemple "par" dans la règle de transformation passive);
- transformation d'écriture;

## Statut de la transformation
Généralement, on classe les règles de transformations selon leurs statuts obligatoires ou facultatives. Ainsi, la règle de transformation en structure passive reste une règle facultative, alors qu'une règle de transformation affixale reste obligatoire. 

Cette distinction permet de distinguer deux types de structures phrastiques :
- la phrase nucléaire, engendrée par des transformations obligatoires (appelée aussi suite syntagmatique terminale) : phrases déclaratives simples.
- la phrase dérivée, qui est produite par au moins une transformation facultative : phrases passives, phrases interrogatives...